# ایوونه مویسبورگر
ایوونه مویسبورگر (انگلیسی: Yvonne Meusburger؛ زادهٔ ۳ اکتبر ۱۹۸۳) یک تنیس‌باز اهل اتریش است.